# Bauhaus
|  | Per a altres significats, vegeu «Bauhaus (desambiguació)». |

Bauhaus és un terme comú per a denominar la Staatliches Bauhaus, una escola d'art i arquitectura a Alemanya que fou fundada el 1919 per Walter Gropius a Weimar (Alemanya) durant la República de Weimar, i fou clausurada per les autoritats prussianes (en mans del partit nazi) l'any 1933. Bauhaus també denomina l'aproximació al disseny i el model educatiu que desenvolupà i aplicà l'escola. El nom es tradueix (del verb alemany bauen: construir) com a "Casa d'Arquitectura". L'Estil Bauhaus va esdevenir un dels corrents amb més influència en l'arquitectura moderna.
Les seves propostes i declaracions d'intencions participaven de la idea d'una reforma necessària dels ensenyaments artístics com a base per a una transformació de la societat de l'època, d'acord amb la ideologia socialista del seu fundador. La primera fase (1919-1923) fou idealista i romàntica, la segona (1923-1925) molt més racionalista, i en la tercera (1925-1929) assolí el seu major reconeixement, coincidint amb el seu trasllat de Weimar a Dessau. El 1930, sota la direcció de Mies van der Rohe, fou traslladada a Berlín on canvià l'orientació del seu programa d'ensenyament.
La Bauhaus va ser una escola d'art, disseny i arquitectura on tant homes com dones van poder estudiar i desenvolupar les seves habilitats. Moltes de les dones de la Bauhaus van destacar en diversos camps, com ara el disseny gràfic, la pintura, la teixidura i el disseny d'interiors, i van aconseguir treballs importants en el camp del disseny. La Bauhaus va promoure la igualtat de gènere en la formació i en la pràctica professional i va ser una escola on tant homes com dones van poder desenvolupar les seves habilitats i talents.
El 1996 la Bauhaus i les seves seus a Weimar i Dessau van ser declarats Patrimoni de la humanitat per la UNESCO.

## Ideologia de fundació

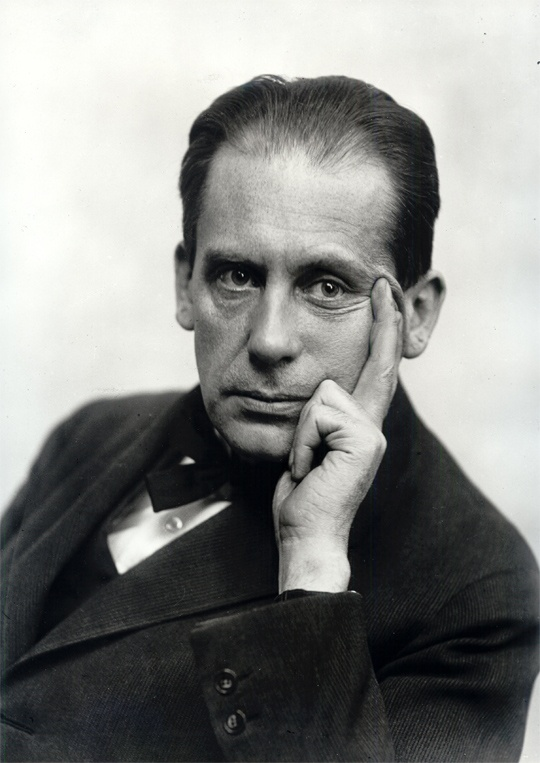
Walter Gropius (1883-1969), fundador i director de l'Escola de la Bauhaus (1919-1928).

La Bauhaus o Staatliche Bauhaus (Casa de la Construcció Estatal) és una escola d'artesania, arts, disseny i arquitectura les aportacions de la qual són visibles fins als nostres dies.
Walter Adolph Georg Gropius, fundador de la Bauhaus, va néixer a Berlín el 18 de maig de 1883. Va ser fill i net d'arquitectes, va estudiar arquitectura a Múnic i a Berlín. Un dels principals ideals de Gropius era representat mitjançant la frase següent: "La forma segueix la funció". Cercava la unió entre l'ús i l'estètica.
La seva trajectòria és una circumstància que cal considerar determinant per a l'orientació ideològica de Gropius. Procedent de la burgesia intel·ligent, va treballar a Múnic de 1907 a 1910 amb Peter Behrens, el primer arquitecte contractat per una gran empresa industrial com a responsable artístic (AEG). A partir de llavors, Gropius sempre va plantejar el problema de l'edificació en relació amb el sistema industrial i amb la producció en sèrie, arribant fins i tot fins a l'extrem de considerar l'edifici com un producte directe de la indústria i fundant així a 1943, juntament amb Konrad Wachsmann, una empresa d'edificacions prefabricades.
La fàbrica Fagus, d'arquitectura revolucionària, li va donar certa fama a 1911 —que va confirmar a Colònia el 1914— en construir per a l'exposició del Werkbund un palau per a oficines de concepció estructural, estètica i tècnica atrevida. La Gran Guerra va interrompre la seva activitat de constructor, reclamat al capdavant. Però durant aquells anys va anar madurant en el seu ànim la consciència que tenia un deure humà molt elevat per complir: l'arquitectura havia de tenir un paper en el problema social que la postguerra plantejaria amb tota gravetat; i aquest problema social havia de fondre's amb l'estètica.
Gropius no va permetre que les dones estudiessin arquitectura a la Bauhaus, en contra de les lleis de la República de Weimar, que establien l'educació universal, i de les promeses d'igualtat amb què es promocionava l'escola. No obstant això, a les dones se'ls permetia participar en els tallers tèxtils o de ceràmica.
Més tard el pla d'estudis va ser modificat i aquests centres van ser canviats per tallers on els estudiants van treballar al costat de professors, com Gropius al taller de mobles, Schlemmer en escultura de pedra i Kandinsky en pintura mural.

## Primera època (1919-1923)
En el moment de la seva fundació, els objectius de l'escola, definits per Walter Gropius en un manifest, van ser: "La recuperació dels mètodes artesanals en l'activitat constructiva, elevar la potència de l'artesania al mateix nivell que les Belles Arts i intentar comercialitzar els productes que, integrats en la producció industrial, es convertiran en objectes de consum assequibles per al gran públic", ja que una de les seves fites era la d'independitzar-se i començar a vendre productes elaborats a l'Escola per a deixar de dependre de l'Estat, que fins a aquell moment era qui els subsidiava.
Entre els primers estudiants hi trobem Marcel Lajos Breuer i Joost Schmidt, que van arribar a cert èxit. Els estudiants es mostraven flexibles i disposats a fer qualsevol mena de treball; per tant, sortien de l'escola ben formats, sabent dibuixar, modelar, fotografiar o dissenyar mobles. L'Escola disposava de tallers d'ebenisteria, disseny, teatre, ceràmica, teixit, enquadernació, vidrieria. Però no de pintura i escultura en el sentit tradicional.
El taller de teatre, dirigit per Oskar Schlemmer, era considerat molt important dins del programa de l'escola per la seva naturalesa d'activitat social que combinava diversos mitjans d'expressió. Decorats, vestuari, etc. formaven part de les pràctiques dels alumnes. Van ser famoses les obres de Schlemmer, sobretot el Ballet Triadico, estrenat al teatre de Stuttgart.
Paul Klee va arribar a l'escola el 1920. Persona molt culta (a més de ser un violinista i pintor notable) i molt interessada pels problemes teòrics de l'art. Desenvolupà la seva activitat al taller de teixits donant classes de composició. La seva ensenyança es basava en les formes elementals, de les que -segons ell- es derivaven totes les altres. L'art havia de descobrir aquestes formes, revelar-les, fer-les visibles. Preparava a consciència les classes escrivint en uns quaderns que, posteriorment van ser publicats en forma de llibre.
El 1922 Vassili Kandinski s'incorporà al projecte. Havia participat en les reformes educatives en l'època de la revolució russa, fundant en la Unió Soviètica diverses escoles. Durant aquest temps va mantenir correspondència amb Gropius. Quan l'avantguarda russa va començar a sofrir dificultats i van començar les disputes i purgues polítiques, Kandinski decideix traslladar-se a la Bauhaus. El seu prestigi, després de la publicació de De l'espiritual en l'art el 1911 i les seves primeres obres abstractes de 1910, era llavors molt gran. Substituí a Schlemmer al taller de pintura mural i va fer classes amb Klee al curs de disseny bàsic. La seva ment teòrica va ser decisiva per a iniciar el camí cap a un art més intel·lectual i raonat.
Klee es va retirar l'any 1933.
L'artista tèxtil alemanya Gunta Stölzl es va incorporar a la Bauhaus com a estudiant el 1919 i va tenir un paper fonamental en el desenvolupament del taller de teixit de l'escola Bauhaus. El 1922, una altra dona, Anni Albers, hi va entrar com a estudiant, fent el curs preliminar amb Georg Muche i Johannes Itten. Les dones no podien accedir a algunes disciplines, per la qual cosa Albers no va poder entrar en el taller de vidre en el segon any i va haver d'optar pel de teixit a càrrec de Gunta Stölzl.
Aquesta primera etapa culmina amb la imminent necessitat del canvi de seu de l'escola propiciat per la gran depressió. El 1925 s'estrena la seu a Dessau; la primera etapa de la Bauhaus es pot sintetitzar com una fase d'experimentació de formes, productes i dissenys i, per tant, també d'educadors de disseny.

## Segona època (1923-1925)
L'any 1923 Theo Van Doesburg, fundador als Països Baixos del neoplasticisme, pintor, arquitecte i teòric, comença a publicar la revista De Stijl a Weimar, exercint una influència decisiva en els estudiants i en Gropius que acabaria portant l'escola a prendre un altre rumb.
Gunta Stölzl es va convertir en professora el 1927 i va ser una de les poques dones professores de la Bauhaus, va promoure un canvi enorme dins del departament de teixits, consistent a passar de les obres pictòriques individuals als dissenys industrials moderns. El seu treball tèxtil caracteritza l'estil distintiu dels tèxtils Bauhaus.
El 1931 Anni Albers va ser nomenada directora de l'àrea i fàbrica de teixit de l'escola, com a substituta de Gunta Stölzl.
A partir de 1923 se substitueix la tendència expressionista per la Nova Objectivitat, un estil també expressionista de pintura tot i que molt més sobre el que s'estava imposant a tota Alemanya. La incorporació a la Bauhaus de Laszlo Moholy-Nagy, un artista molt proper a Van Doesburg, va suposar la introducció a l'escola de les idees del constructivisme rus de El Lissitsky i Tatlin, que advocaven per un art comunal, basat en la idea i no en la inspiració.

## Tercera època (1925-1929)
L'any 1928 Laszlo Moholy-Nagy abandonà la Bauhaus després de cinc anys com a professor, decisió que va prendre per la creixent pressió que exercien el grup de docents i alumnes de tendència comunista.
Gunta Stölzl en va ser acomiadada per motius polítics el 1931.

## La vida quotidiana i les festes de la Bauhaus
La Bauhaus va ser també un gran experiment vital d'una petita comunitat de joves (1400 aproximadament) que, després de la ruptura del vell ordre i la traumàtica experiència de la recentment acabada Primera Guerra Mundial, es va llançar plena d'entusiasme a la construcció d'una utopia social de noves formes de convivència.
Es van portar a terme llegendàries festes a la Bauhaus, generalment temàtiques (festa blanca, festa del metall, festa dels estels) i quasi sempre de disfresses, en l'organització i disseny de les quals es treballava durant setmanes.
Les festes tenien una doble intenció: d'una banda, fomentar el contacte entre l'escola i la població per apaivagar els recels que generava la institució a la població i, d'altra banda, propiciar el treball en equip i de cooperació i servir de catarsi davant les tensions i conflictes que s'originaven a la Bauhaus com a resultat de l'estreta vinculació entre treball i vida privada. A més d'aquestes festes "oficials", qualsevol esdeveniment era igualment susceptible de desembocar en una celebració: l'acabament d'un tapís, l'adquisició de la nacionalitat del matrimoni Kandinski, el naixement d'un fill...

## La nova Bauhaus
Després de 1933 gran part dels integrants de la Bauhaus van marxar cap als Estats Units, on van desenvolupar una espècie de continuació de la Bauhaus fins a la Guerra Freda. El 1951 l'arquitecte i escultor suís Max Bill, seguint les línies de la Bauhaus original, fundà a Ulm (República Federal Alemanya) la Hochschule für Gestaltung (Alta escola de disseny), que recuperà aviat la denominació de Bauhaus o, per la diferència inicial, Neues Bauhaus (Nova Bauhaus), de la qual va ser director, entre 1954 i 1966, el pintor i dissenyador argentí Tomas Maldonado, qui va emfatitzar encara més amb el caràcter científic i racionalista aplicat a les arts.